# آب‌مروارید
آب مروارید یا کاتاراکت (به فرانسوی: cataracte) (آب سفید) نوعی بیماری‌ چشم با دلایل مختلف است که با تار شدن عدسی چشم آغاز شده و با افزایش تیرگی و کدر شدن عدسی، بینایی چشم مختل می‌شود. بیماری چشمی آب مروارید در بیشتر موارد در زمانی که باعث اختلال در بینایی شده باشد با جراحی ظریفی برطرف می‌شود.آب مروارید ناحیه ای کدر در عدسی چشم است که منجر به کاهش دید چشم می شود.  آب مروارید اغلب به کندی ایجاد می شود و می تواند یک یا هر دو چشم را درگیر کند. علائم ممکن است شامل رنگ‌های محو، دید تار یا دوتایی ، هاله‌های اطراف نور، مشکل در نورهای روشن و مشکل در دید در شب باشد . این ممکن است منجر به مشکل در رانندگی، خواندن یا تشخیص چهره شود. بینایی ضعیف ناشی از آب مروارید نیز ممکن است منجر به افزایش خطر افتادن و افسردگی شود . آب مروارید باعث 51٪ از همه موارد نابینایی و 33٪ از اختلالات بینایی در سراسر جهان می شود. 

## ریشه‌های بیماری
این بیماری به دلایل زیر بروز می‌کند:
1. کهولت سن (شایع‌ترین علت)
2. ضربه به سر که موجب اختلال در تغذیه عدسی می‌شود
3. اشعه‌های یونیزه (اشعه x)، اشعه گامای ناشی از تلویزیون‌های قدیمی
4. تماس طولانی با نور آفتاب (پرتو فرابنفش)
5. دیابت
6. ضربه به چشم و عدسی
7. بیماری های تیروئید
8. نقصان‌های هنگام تولد
9. سوءتغذیه
10. مصرف طولانی مدت بعضی از داروها مثل کورتون‌ها

## عقاید اشتباه درباره آب مروارید
عقاید غلطی دربارهٔ آب مروارید رایج است، اما باید گفت که آب مروارید:
1. پرده‌ای روی چشم نیست؛
2. بر اثر استفاده بیش از حد از چشم به وجود نمی‌آید؛
3. سرطان نیست؛
4. از یک چشم به چشم دیگر سرایت نمی‌کند؛
5. سبب کوری غیرقابل برگشت نمی‌شود.
6. آب آوردن چشم به معنی ایجاد آب مروارید است و ربطی به ریزش اشک ندارد.

## علائم
از علامت‌های آب مروارید می‌توان به موارد زیر اشاره نمود:
- دو بینی اشیاء
- تار دیدن که معمولاً در نور روشن بیشتر این اتفاق می‌افتد. معمولاً این حالت برای اولین بار شب‌ها هنگام دیدن نور ماشین‌ها به صورت هاله اتفاق می‌افتد.
- کدر شدن و به رنگ سفید شیری درآمدن مردمک ها

•به نظر محققان استفاده از عینک‌های آفتابی غیراستاندارد بیشتر از عینک نزدن، به چشم آسیب وارد می‌کند و یکی دلایل بروز آب مروارید است. بر این اساس عینک‌های تیره آفتابی سبب بازشدن مردمک چشم می‌شود و در صورتی که شیشه عینک قادر به جذب اشعه UV نباشد، این اشعه بیش از مواقعی که فرد عینک نمی‌زند، سبب آسیب به چشم می‌شود.

## دید ابری
مشخص‌ترین نشانه که می‌تواند حاکی از تحت تأثیر قرار گرفتن چشم به واسطه آب مروارید باشد، دید ابری یا پدیدار شدن لکه‌های تیره در میدان دید است. در ابتدا، این شرایط ممکن است متناوب یا نسبتاً جزئی به نظر برسد، اما با گذشت زمان، تیرگی می‌تواند شرایط وخیم‌تری پیدا کند و انجام فعالیت‌های روزانه مانند رانندگی و حضور در محل کار را سخت‌تر از گذشته سازد. دید ابری ناشی از آب مروارید در صورت درمان نشدن، می‌تواند موجب تاری و تیرگی هرچه بیشتر دید شود. این شرایط انجام فعالیت‌هایی مانند رانندگی یا تشخیص چهره دیگران را برای بیمار دشوار می‌کند. 

## مشکلات دید در شب
یکی از نخستین نشانه‌های ابتلا به آب مروارید، بروز مشکل دید در شب است. آب مروارید اغلب موجب تیرگی دید می‌شود و ممکن است به شکل‌گیری سایه‌های زرد یا قهوه‌ای در بینایی نیز منجر شود.در ابتدا، این شرایط مشکل جدی طی روز ایجاد نمی‌کند، چراکه به‌طور معمول نور کافی برای جبران تیرگی دید وجود دارد. با وجود این، هنگام شب این شرایط مشکل آفرین می‌شود و خطرات جدی برای بیمار هنگام انجام فعالیت‌هایی مانند رانندگی یا کار با ماشین آلات سنگین ایجاد خواهد کرد.

## ناراحتی در مواجهه با نور
به‌طور کلی، حساسیت به نور امری طبیعی است. احساس ناراحتی هنگام خروج از اتاقی تاریک و ورود به فضایی روشن یا هنگام نگاه کردن به نور چراغ قوه، شرایطی غیرمعمول نیست. اما حساسیت به نور نباید از این حد فراتر برود.حساسیت به نور در افراد مبتلا به آب مروارید یک نشانه آشنا و مشکل آفرین است. در حقیقت، مشاهده نور می‌تواند ناراحت‌کننده و حتی دردناک باشد. این شرایط هنگام شب و در زمان رانندگی به واسطه روشن بودن چراغ خودروهای عبوری مشکل آفرین است.

## پدیدار شدن هاله نور
پدیدارشدن هاله‌ها یا حلقه‌های باریک نور در اطراف منابع نور (معمولاً در شب) یکی از نشانه‌های مشکلات بینایی مرتبط با آب مروارید است. به گزارش عصر ایران، تیرگی عدسی چشم اغلب به پراش نور عبوری از چشم منجر می‌شود. نتیجه این شرایط پدیداری هاله‌ها در اطراف منبع نور است که می‌تواند بسیار منحرف‌کننده و زمینه ساز شکل‌گیری خطر باشد.

## نیاز مکرر به تعویض عینک یا لنز تماسی جدید
یکی از نشانه‌های آشکار تجربه مشکلات بینایی مرتبط با آب مروارید نیاز مکرر به تغییر نسخه عینک یا لنز تماسی نسبت به گذشته‌است. در حالت عادی این به روزرسانی‌ها باید هر چند سال یک بار و نه هر یک سال یا شش ماه یک بار انجام شود. حتی اگر این شرایط با آب مروارید درارتباط نباشد، نشان دهنده بروز نوع دیگری از بیماری چشمی است که به توجه فوری پزشکی نیاز دارد.

## دید گل آلود
یکی از نشانه‌های ابتلا به آب مروارید دید گل آلود است. این شرایط به دلیل تراکم پروتئینی که در اطراف عدسی چشم جمع می‌شود، شکل می‌گیرد و دید را به تدریج قهوه‌ای‌تر یا حتی زرد رنگ می‌کند و از قدرت بینایی می‌کاهد. آب مروارید در صورت درمان نشدن می‌تواند چنان در بینایی اختلال ایجاد کند که بیمار احساس استفاده از عینک آفتابی را دارد، در حالی که این گونه نیست. اگرچه این شرایط در طول روز ممکن است مشکل مشکلی نباشد، اما هنگام شب بسیار خطرناک است.

## دو بینی
دو بینی می‌تواند نشانه‌ای از تجمع پروتئین در اطراف عدسی چشم باشد که مشاهده محیط اطراف به صورت درست را برای بیمار دشوار می‌کند.البته دوبینی می‌تواند نشانه‌ای از مشکلات جدی دیگر مانند تورم قرنیه، سکته مغزی یا شکل‌گیری یک تومور مغزی نیز باشد. تمامی این موارد، بیماری‌های نگران‌کننده‌ای است؛  از این رو، مراجعه به پزشک اهمیت دارد.

## روش‌های درمان
در گذشته جراح چشم عدسی را وقتی کاملاً کدر شده بود از چشم خارج می‌کرد و دید را با عینک اصلاح می‌نمود. اما امروزه متخصصان می‌گویند بهتر است قبل از اینکه عدسی کاملاً سفت شود عمل جراحی انجام گیرد.

تصویری از چشم دچار آب مروارید

در روشی جدیدتر موسوم به اکسترنال از لنزی که از جنس کریستال و گونه‌ای پلاستیک است استفاده می‌شود و هنوز نیز کاربرد دارد. در این روش لنز مصنوعی جایگزین عدسی چشم می‌شود.
تازه‌ترین روش درمان آب مروارید عمل کاتاراکت  است. این روش هم برمبنای جایگزینی لنز به جای عدسی است، اما لنز مورد نیاز از جنس پلاستیک شفاف و قابل انعطاف یا به اصطلاح تاشو (foldable) است که آن را توسط ابزار ویژه‌ای لوله کرده و از سوراخی در قرنیه به اندازه ۳ میلی‌متر وارد کپسول عدسی قبلی که اکنون از چشم خارج شده‌است می‌کنند و لنز درون کپسول باز می‌شود و به حالت مطلوب درمی‌آید.

## سرچشمه‌ها
1. ↑  علی‌اکبر نفیسی. سرواژه «آب سفید»، فرهنگ نفیسی (در ویکی‌نبشته)
2. ↑  بروز آب مروارید در اثر استفاده از عینک‌های آفتابی غیراستاندارد . [خبرگزاری جمهوری اسلامی(ایرنا) http://www.irna.ir]
3. ↑  ماهنامه دانشی اجتماعی دارو و درمان، شماره ۷۴، شهریور ۱۳۸۸

کتاب پزشکی خانواده https://web.archive.org/web/20181004185653/http://space.orq.ir/
برای پیشگیری از ابتلا به آب مروارید چه می توان کرد؟ مجله سلامت لنداسپا